# Juan Manuel Vargas
Juan Manuel Vargas Risco (n. 5 octombrie 1983, Lima) este un fundaș stânga sau mijlocaș stânga peruan supranumit El Loco (Nebunul în limba spaniolă), care joacă la Real Betis, în Primera División din Spania. Joacă și pentru echipa națională de fotbal a Perului.

## Cariera internațională
Debutul lui Vargas pentru echipa națională a avut loc în 2004. Până în 2009 Vargas evoluase în 25 de meciuri pentru Peru, și poate fi considerat, împreună cu Claudio Pizarro , Jefferson Farfán și José Paolo Guerrero cel mai important jucător pentru echipa națională ai anilor 2000. De obicei, la echipa națională poartă numărul 6, fiind și căpitanul echipei.

## Statistici

### Cronologia de prezențe pentru club
| Genoa CFC Italia                              | 12-13 | 11  | 0  | 2 | 0 | 0  | 0 | 11  | 0  |
| Genoa CFC Italia                              | Total | 11  | 0  | 0 | 0 | 0  | 0 | 11  | 0  |
| Associazione Calcio Firenze Fiorentina Italia | 11-12 | 24  | 0  | 2 | 0 | 0  | 0 | 26  | 0  |
| Associazione Calcio Firenze Fiorentina Italia | 10-11 | 24  | 4  | 0 | 0 | 0  | 0 | 24  | 4  |
| Associazione Calcio Firenze Fiorentina Italia | 09-10 | 29  | 5  | 3 | 0 | 10 | 3 | 41  | 8  |
| Associazione Calcio Firenze Fiorentina Italia | 08-09 | 27  | 3  | 0 | 0 | 7  | 0 | 34  | 3  |
| Associazione Calcio Firenze Fiorentina Italia | Total | 104 | 12 | 5 | 0 | 17 | 3 | 126 | 15 |
| Calcio Catania Italia                         | 07-08 | 36  | 5  | 4 | 1 | 0  | 0 | 40  | 6  |
| Calcio Catania Italia                         | 06-07 | 33  | 0  | 0 | 0 | 0  | 0 | 33  | 0  |
| Calcio Catania Italia                         | Total | 69  | 4  | - | - | 0  | 0 | 54  | 4  |
| Club Atlético Colón Argentina                 | 05-06 | 17  | 0  | 0 | 0 | 0  | 0 | 17  | 0  |
| Club Atlético Colón Argentina                 | 04-05 | 36  | 5  | 0 | 0 | 0  | 0 | 36  | 5  |
| Club Atlético Colón Argentina                 | Total | 54  | 4  | - | - | 0  | 0 | 54  | 4  |
| Universitario de Deportes Peru                | 2004  | 41  | 6  | 0 | 0 | 0  | 0 | 41  | 6  |
| Universitario de Deportes Peru                | 2003  | 25  | 1  | 0 | 0 | 3  | 0 | 25  | 1  |
| Universitario de Deportes Peru                | 2002  | 3   | 1  | 0 | 0 | 0  | 0 | 3   | 1  |
| Universitario de Deportes Peru                | Total | 69  | 8  | - | - | 3  | 0 | 72  | 8  |
| Total                                         | Total | 272 | 29 | 7 | 1 | 20 | 3 | 298 | 33 |
| Ultima actualizare 18 iulie, 2011             |       |     |    |   |   |    |   |     |    |

### Goluri în meciuri cu echipa națională
Lista golurilor înscrise de Vargas pentru Peru:
| # | Data               | Oraș               | Adversar | Scor | Rezultat   | Competiție                                        |
| - | ------------------ | ------------------ | -------- | ---- | ---------- | ------------------------------------------------- |
| 1 | 12 septembrie 2007 | Lima, Peru         | Bolivia  | 2–0  | Victorie   | Amical                                            |
| 2 | 18 noiembrie 2007  | Lima, Peru         | Brazilia | 1–1  | Egal       | Calificarea la Campionatul Mondial de Fotbal 2010 |
| 3 | 7 iunie 2009       | Lima, Peru         | Ecuador  | 1–2  | Înfrângere | Calificarea la Campionatul Mondial de Fotbal 2010 |
| 4 | 16 iulie 2011      | Córdoba, Argentina | Columbia | 2–0  | Victorie   | Copa América 2011                                 |

## Palmares

### Club Universitario de Deportes
- Turneul Apertura în 2002